# Nelson E. Matthews
Nelson Edwin Matthews (* 14. April 1852 in Ottawa, Ohio; † 13. Oktober 1917 in Maumee, Ohio) war ein US-amerikanischer Politiker. Zwischen 1915 und 1917 vertrat er den Bundesstaat Ohio im US-Repräsentantenhaus.

## Leben
Nelson Matthews besuchte die öffentlichen Schulen seiner Heimat. Danach verbrachte er zwei Jahre in Wisconsin und Iowa, ehe er nach Ohio zurückkehrte. Dort wurde er ein erfolgreicher Geschäftsmann – unter anderem im Handwerk, mit Ladengeschäften, bei der Eisenbahn und im Bankgewerbe. Dabei brachte er es bis zum Präsidenten der Bank of Ottawa. Gleichzeitig schlug er als Mitglied der Republikanischen Partei eine politische Laufbahn ein. Im Juni 1908 nahm er als Delegierter an der Republican National Convention in Chicago teil, auf der William Howard Taft als Präsidentschaftskandidat nominiert wurde.
Bei den Kongresswahlen des Jahres 1914 wurde Matthews im fünften Wahlbezirk von Ohio in das US-Repräsentantenhaus in Washington, D.C. gewählt, wo er am 4. März 1915 die Nachfolge des Demokraten Timothy T. Ansberry antrat. Da er im Jahr 1916 nicht bestätigt wurde, konnte er bis zum 3. März 1917 nur eine Legislaturperiode im Kongress absolvieren. Er starb noch im Jahr seines Ausscheidens aus dem Kongress, am 13. Oktober 1917, in Maumee und wurde in Perrysburg beigesetzt.